# Eickerschmitte
Eickerschmitte ist eine Ortschaft in Halver im Märkischen Kreis im Regierungsbezirk Arnsberg in Nordrhein-Westfalen (Deutschland).

## Lage und Beschreibung
Eickerschmitte liegt auf 405 Meter über Normalnull im südwestlichen Halver an der Kreisstraße K3 zwischen Schwenke und Anschlag nahe der Grenze zu Wipperfürth auf der Wasserscheide zwischen den Flusssystemen der Wupper und der Ennepe. Nachbarorte sind Dornbach, Eickerhöhe, Auf den Eicken, Kreimendahl, Stöcken und Kotten. 
Nördlich verläuft die Trasse der stillgelegten Wuppertalbahn zwischen Halver und Radevormwald am Ort vorbei. Südöstlich erhebt sich mit 416,0 Meter über Normalnull eine Anhöhe.

## Geschichte
Eickerschmitte wurde erstmals 1770 urkundlich erwähnt und entstand als ein Abspliss von Auf den Eicken.
1818 lebten sieben Einwohner im Ort. 1838 gehörte Eickerschmitte der Gloerfelder Bauerschaft innerhalb der Bürgermeisterei Halver an. Der laut der Ortschafts- und Entfernungs-Tabelle des Regierungs-Bezirks Arnsberg als Kotten kategorisierte Ort besaß zu dieser Zeit ein Wohnhaus, eine Fabrik bzw. Mühle und ein landwirtschaftliches Gebäude. Zu dieser Zeit lebten acht Einwohner im Ort, allesamt evangelischen Glaubens.
Das Gemeindelexikon für die Provinz Westfalen von 1887 gibt eine Zahl von 14 Einwohnern an, die in einem Wohnhaus lebten.
Bei Eickerschmitte verlief auf der Trasse der heutigen Kreisstraße K3 eine vermutlich frühgeschichtliche Altstraße von Schwelm über Radevormwald nach Wegerhof vorbei, die als Eisen- und Kohlenstraße genutzt wurde.